# 1604
Évszázadok: 16. század – 17. század – 18. század
Évtizedek: 1550-es évek – 1560-as évek – 1570-es évek – 1580-as évek – 1590-es évek – 1600-as évek – 1610-es évek – 1620-as évek – 1630-as évek – 1640-es évek – 1650-es évek
Évek: 1599 – 1600 – 1601 – 1602 –  1603 – 1604 – 1605 – 1606 – 1607 – 1608 – 1609

## Események

### Határozott dátumú események
- október 13. – Ál-Dmitrij seregével átlépi az orosz határt és Moszkva felé tart.[1]
- október 15. – Bocskai István győzelmet arat Álmosd és Diószeg között a császári seregek fölött.[2]
- november 1. – A londoni Whitehall Palace-ben bemutatják Shakespeare Othelló című tragédiáját.[3]
- november 20. – Bocskai István fejedelmi jelvényeket kap a Török portától.[4]
- november 21. – Ergelics Ferenc tölti be a boszniai címzetes püspöki tisztet.

### Határozatlan dátumú események
- az év folyamán –
  - Megjelenik Szenczi Molnár Albert latin–magyar szótára, az első betűrendes magyar szótár.[5]
  - I. Jakab angol király megköti a londoni szerződést a spanyolokkal, amelynek eredményeként az angol korona amerikai gyarmatok igazgatására szerzett jogot, köztük a karibi szigetekre és a legendás „13 gyarmatra”.[6]

## Az év témái

### 1604 a tudományban
- Johannes Kepler a Kígyótartó csillagképben megfigyel egy szupernóvát.

## Születések
- október 31. – Nyáry Krisztina Thurzó Imre, majd Esterházy Miklós nádor felesége. Naplója irodalmi értékű. († 1641)
- november 3. – II. Oszmán az Oszmán Birodalom szultánja († 1622)
- november 22. – Ifj. Petrus de Jode flamand rézmetsző és kiadó († 1674)
- november 26. – Johann Bach, német zeneszerző, a Bach család erfurti vonalának megalapítója († 1673)

## Halálozások
- január 4. – Nádasdy Ferenc magyar főnemes, hadvezér (* 1555)